# Anoplogaster
Anoplogaster este singurul gen din familia Anoplogastridae, pește abisal din clasa actinopterigieni. Numele său în limba engleză (fangtooth - „peștele cu colți”) se referă la dinții disproporționați în raport cu dimensiunea corpului său, pe care îi are, și care îi dau un aspect înfricoșător. Având însă în vedere că peștii măsoară între 10 și 18 cm, acești dinți nu reprezintă un pericol pentru om sau pentru peștii relativ mari.
Peștii din genul Anoplogaster au capul mare, cu maxilarele pline de cavități cu mucus, delimitate de către părți „în fierăstrău”. Colții din maxilarul inferior sunt atât de lungi încât pentru aceștia există cavități în interiorul maxilarului superior pentru a-i adăposti.

## Specii
Din acest gen se cunosc doar două specii:
- Anoplogaster brachycera (Kotlyar, 1986)
- Anoplogaster cornuta (Valenciennes en Cuvier y Valenciennes, 1833)